# Moreno Argentin
Moreno Argentin (ur. 17 grudnia 1960 w San Dona di Piave) – włoski kolarz szosowy, trzykrotny medalista mistrzostw świata.

## Kariera
Argentin był zawodowcem w latach 1980-1994 i ze swoimi 86 zwycięstwami zalicza się do najlepszych kolarzy lat 80. XX w. Największe sukcesy odnosił w jednodniowych klasykach. W latach 1985–1987 trzy razy z rzędu wygrał wyścig Liège-Bastogne-Liège, dorzucając czwarte zwycięstwo w 1991 roku. Wygrał też Trofeo Matteotti i Giro della Romagna w 1982 roku, Coppa Sabatini w latach 1983 i 1990, Giro del Veneto w latach 1984 i 1988, Settimana Internazionale di Coppi e Bartali w latach 1984 i 1992, Post Danmark Rundt w 1985 roku, Giro della Provincia di Reggio Calabria w 1988 roku, Ronde van Vlaanderen w 1990 roku, La Flèche Wallonne w latach 1990, 1991 i 1994, a w 1994 roku był też najlepszy w Giro del Trentino. Nigdy jednak nie wygrał najważniejszego włoskiego klasyku - Mediolan-San Remo. W 1982 roku zajął w nim trzecie miejsce, a dziesięć lat później był drugi.
W większych, wielodniowych wyścigach, jako specjalista od sprintów nie odnosił tak spektakularnych zwycięstw. jednak w trakcie swojej kariery wygrał 13 etapów na Giro d’Italia i 2 etapy na Tour de France. W klasyfikacji Giro najlepsze wyniki osiągał w latach: 1984 roku był trzeci, a dziewięć lat później szósty w klasyfikacji generalnej. W TdF tylko raz dotarł do mety - w 1991 roku zajął 59. miejsce. W 1987 roku wziął udział w Vuelta a España, ale wycofał się po piętnastym etapie.
Pierwszy medal na międzynarodowej imprezie wywalczył w 1985 roku, kiedy podczas mistrzostw świata w Giavera del Montello zajął trzecie miejsce w wyścigu ze startu wspólnego. W zawodach tych wyprzedzili go jedynie Holender Joop Zoetemelk oraz Amerykanin Greg LeMond. Na rozgrywanych rok później mistrzostwach świata w Colorado Springs w tej samej konkurencji był najlepszy. W wyścigu ze startu wspólnego zdobył także srebrny medal podczas mistrzostw świata w Villach w 1987 roku, gdzie lepszy okazał się tylko Irlandczyk Stephen Roche.
Nigdy nie wystąpił na igrzyskach olimpijskich. W 1994 roku zakończył karierę.

## Ważniejsze sukcesy
- 1981

2 etapy na Giro d’Italia
- 1982

1 etap na Giro d’Italia
1 etap na Tour de Suisse
- 1983

Mistrzostwo Włoch na szosie
2 etapy na Giro d’Italia
2 etapy na Tirreno-Adriático
- 1984

2 etapy na Giro d’Italia
- 1985

Liège-Bastogne-Liège
1 etap na Tirreno-Adriático
prolog Tour de Romandie
- 1986

Mistrzostwo świata na szosie
Liège-Bastogne-Liège
- 1987

Liège-Bastogne-Liège
Giro di Lombardia
3 etapy na Giro d’Italia
2 etapy na Tirreno-Adriático
- 1989

Mistrzostwo Włoch
- 1990

Dookoła Flandrii
La Flèche Wallonne
1 etap Tour de France
1 etap Dookoła Szwajcarii
- 1991

La Flèche Wallonne
Liège-Bastogne-Liège
1 etap na Tour de France
- 1992

3 etapy na Tirreno-Adriático
- 1993

2 etapy Giro d’Italia
- 1994

La Flèche Wallonne
1 etap Giro d’Italia